# Ahualulco de Mercado
Ahualulco de Mercado és un poble i municipi de la regió Valles de l'estat de Jalisco, Mèxic. Ahualulco prové de la paraula nàhuatl ayahualolco que significa: "lloc coronat d'aigua" o "lloc que envolta l'aigua". La seva forma de govern és democràtica i depèn del govern estatal i federal; es realitzen eleccions cada 3 anys, on es tria al president municipal i el seu gabinet.

## Història
En l'època prehispànica va ser un cacicat pertanyent al tlatoanazgo d'Etzatlán, habitat pels tochos. El va governar el guerrer Guajotzin o Huejotzin; el poblat va ser incendiat pels tarasques el 1510, deu anys després el va recuperar i va repoblar Juan de Escárcena que tenia l'encomana d'Etzatlán. Gonzalo de Sandoval va donar a Alonso de Vargas l'encomana d'Ahuatilco que ben bé podria ser Ahualulco.
Cortès de San Buenaventura la va conquistar el 1524, devent-se la fundació hispànica a Juan Escárcena qui el 1531 va portar aborígens d'Etzatlán per a tal objecte. L'evangelització és obra dels frares Francisco Lorenzo, Antonio de Cuéllar, el primer guardià del convent d' Etzatlán i Andrés de Còrdova, posteriorment.
El 1532 va rebre l'encomana Benito Gallego; el virrei Antonio de Mendoza va pernoctar aquí el gener de 1542 tornant del 8 a l'11 de febrer d'aquest mateix any. El 1594 es va fundar el seu convent franciscà i el 1601 era el seu guardià fra Francisco de Barrios. Aquí va viure més d'un segle la família Gallaga i Mandarte, besàvia del capellà de Dolores Miguel Hidalgo y Costilla, iniciador de la Independència Mexicana.
Va ser rector del poblat don José María Mercado qui va néixer a El Teúl el 13 de juliol de 1781. Amb autorització de don Miguel Hidalgo va proclamar la Independència a Ahualulco el 13 de novembre de 1810. Amb 300 homes mal armats va ocupar Tepic i va entrar a San Blas l'1 de desembre de 1810. Li va enviar a Hidalgo 42 canons que van ser llançats al mar quan es va conèixer la derrota al Pont de Calderón.
El 31 de gener de 1811 Mercado va perir en caure al buit en voler salvar-se de la persecució de la gent del rector de San Blas, Nicolás Santos Verdín, qui s'havia pronunciat en contra seva. En homenatge a ell, el 19 de desembre de 1846 se li va donar el nom de Ahualulco de Mercado al cap de municipi. El 21 de maig de 1858, per una falsa denúncia, el coronel Manuel Piélago va afusellar en aquest lloc al liberal Dr. Ignacio Herrera i Cairo, retirat de la política. Aquest mateix any el Gral. Miramón va derrotar en aquest lloc al Gral. Degollado.
La parròquia es va començar a construir en 1688 havent-se acabat en 1760. Aquí van néixer el bisbe Melitón Vargas Gutiérrez, el 9 de març de 1823, i sent rector de Santa Ana Acatlán li va salvar la vida a Juárez; el Dr. Leonardo Oliva, a qui en Leipzig, Alemanya, se li té aixecada una estàtua i dedicat un carrer i qui va acabar d'imprimir la seva obra Lecciones de Farmacología, Guadalajara 1853-54; el 18 de març de 1853, Carlos Rivera Castrejón, revolucionari i periodista; i Aurelia L. Guevara.
El poblat ostenta doble títol de ciutat, el primer se li va conferir el 3 de març de 1891 i el segon el 14 de setembre de 1973 en una sessió solemne a la Plaça d'Armes, a la capital tapàtia. En la mina de Pedra Bola, a les proximitats de Ahualulco, va estar David Alfaro Siqueiros cap a 1924 organitzant als miners en un sindicat i va fundar l'agrupació coneguda per Los Rojos, denominant-se polveados als treballadors que van romandre al marge de l'associació.
Per decret del 8 d'abril de 1844 es va constituir en municipi; el 18 de setembre de 1846 es va considerar a Ahualulco com a capçalera del 5è cantó de l'estat, el 10 d'octubre d'aquest any va passar a ser capçalera d'un dels 28 departaments de Jalisco.
L'any 2011 el municipi d'Ahualulco de Mercado va ser declarat ciutat.

## Geografia
Ahualulco de Mercado és al centre de Jalisco, en les coordenades 20º37’20" a 20º46’10" latitud nord i 103º52’00" a 104º04’30" de longitud oest, a una altura d'1.200 msnm.
El municipi confina al nord amb els municipis de Etzatlán, San Juanito Escobedo i Tequila (Jalisco); a l'est amb el municipi de Teuchitlán; al sud amb els municipis de Teuchitlán i Ameca; a l'oest amb els municipis de Ameca i Etzatlán. Es troba en la carretera El Refugio-San Marcos i és el poble més poblat i turístic d'aquesta zona.
La composició del sòl correspon als tipus predominants feozem háplico, regosol eutrico, luvisol cròmic i vertisol pélico. El municipi té una superfície territorial de 15.720 hectàrees, de les quals 9,793 són utilitzades amb finalitats agrícoles, 1,464 en l'activitat pecuària, 1.800 són d'ús forestal i 365 hectàrees són sòl urbà; la resta 2,2,98, no es va especificar. Els seus recursos hidrològics pertanyen a la conca del Pacífic i la subconca del riu Ameca. Els rierols principals són: La Mina, La Pila, Las Torcazas, La Gloria, El Cocolisco, Aguacate, Piedra Bola, Santa Anita, Candelaria, Texcalame, Los Sauces y Agua Prieta. Se localizan las presas: Huarachilla, Chapulimita y El Carmen.
El clima és semisec, amb hivern i primavera secs, i semicàlid, sense canvi tèrmic hivernal ben definit.

## Economia
Ramaderia. Es crien ramats bovins.
Indústria. Està representada per establiments que produeixen, principalment, articles alimentaris com a pa, truites, gel, aigües gasoses, huaraches, sabates, finestres, mobles de fusta i cuir, impresos, filats i bosses de plàstic.
Comerç. Es comercia amb aliments de primera necessitat; són en una proporció més alta tendes que operen com a tendes mixtes les quals venen en petita escala articles relacionats amb els rams de ferreteria, merceria, calçat i alguns aparells electrònics. Existeixen a més establiments en els quals es pot adquirir roba, mobles, medicina, perfumeria, gasolina i diversos combustibles.
Serveis. Es presten els serveis d'hostalatge, restaurant i esplai.
Explotació forestal. S'explota pi i alzina; l'activitat forestal és en la seva major part de productes combustibles.
Mineria S'extreu or, coure, zinc i plom.

## Turisme
El principal atractiu, per als visitants, amb què comte el municipi són les anomenades Pedres Bola, el seu origen és desconegut i existeixen només en tres parts del nostre planeta, i es caracteritzen per la seva grandària i perfecta arrodoniment. Segons recerques estan formades per un cristall volcànic d'obsidiana i es van formar fa més de 40 milions d'anys.
La plaça principal també és un lloc on els turistes venen a conviure.
Arquitectura
- Las Torrecillas y los Trigos.
- Ranchería El Teuchiteco.

Artesanies
- Elaboració de: Huaraches, fustes, cadires de muntar, seients, mobles de fusta i cuir; a més d'aculls de llana i brodats de teles.

Esports
- El futbol és molt practicat en aquest municipi, ja que aquí existeix una lliga de futbol que agrupa a diversos municipis de l'entorn com per exemple: Teuchitlan, Etzatlan, San Juanito Escobedo, entre d'altres.

## Agermanaments
- Bollullos de la Mitación (2006) Espanya[1][2][3]
- Zacoalco de Torres (2012) Mèxic[4][5]
- San Blas, Nayarit (2012) Mèxic[6][7][8][9][10][11]